# 北美聖公會
北美聖公會教省（Anglican Church in North America，簡稱 ACNA）是從美國聖公會和加拿大聖公會脫離而建立的聖公宗教會，於2009年6月22日在美國德克薩斯州的貝德福聖文生座堂正式成立
首任主教長是前美國聖公會匹茲堡教區主教──勞勃鄧肯（Robert Duncan）大主教，2014年由 Foley Beach接任，教省辦事處則設於美國賓夕法尼亞州的 Ambridge 市。

## 歷史
脫離美國聖公會與加拿大聖公會的主因，來自於美國聖公會讓已出櫃的牧師基恩·羅賓遜就任主教一職，以及保守派累積已久的同性戀與普世聖公宗問題，最後選擇脫離已接納同性戀者的聖公會。
雖然仍未正式被接納成為普世聖公宗的教省成員之一，但現時已與同樣反同性戀的聖公會環南聯盟及全球聖公宗前途會議有完全共融的關係。北美聖公會超過100,000聖公會信徒，分佈於28多個教區和809所牧區及傳道區。

## 外部連結
- 北美聖公會（页面存档备份，存于）